# Čyna
La Čyna (in russo Чына?) è un fiume della Russia siberiana orientale affluente di destra della Sinjaja. Scorre nella Repubblica Autonoma della Sacha-Jacuzia. 
Il fiume scorre in direzione sud-est e poi gira gradualmente verso nord-est. Sfocia nella Sinjaja a 177 km dalla foce. Ha una lunghezza di 240 km e il suo bacino è di 5 070 km². Non ci sono insediamenti lungo il suo corso.